# バラの肌着
『バラの肌着』（ばらのはだぎ、Designing Woman）は1957年のアメリカ合衆国の映画。
ヴィンセント・ミネリ監督の作品で、出演はグレゴリー・ペックなど。第30回アカデミー賞では脚本賞を受賞した。

## キャスト
※括弧内は日本語吹替（初回放送1971年11月18日『木曜洋画劇場』）
- マイク・ヘイゲン：グレゴリー・ペック（仁内達之）
- マリラ・ブラウン：ローレン・バコール（富田恵子）
- ロリー・シャノン：ドロレス・グレイ（翠準子）
- ネッド：サム・レヴェン
- マキシー・シュルツ：ミッキー・ショーネシー
- ジョニー：チャック・コナーズ
- チャーリー：ジェシーホワイト

## スタッフ
- 監督：ヴィンセント・ミネリ
- 製作：ドア・シャリー
- 脚本：ジョージ・ウェルズ
- 撮影：ジョン・アルトン
- 編集：エイドリアン・ファザン
- 音楽：アンドレ・プレヴィン
- 衣裳：ヘレン・ローズ